# Tridacna gigas
La tridacna gigante (Tridacna gigas (Linnaeus, 1758)) è un mollusco bivalve della famiglia Cardiidae.

## Descrizione
È il più grande mollusco bivalve esistente; le sue valve, percorse da larghe costolature longitudinali, possono raggiungere il metro e mezzo di lunghezza. Il peso complessivo è in media di circa 200 kg e può arrivare fino a 300 kg.

## Biologia
La Tridacna gigas si nutre sia per filtrazione tramite sifoni, sia tramite alghe Zooxantelle all'interno del mantello.
Queste alghe, oltre a essere responsabili della grande varietà e vivacità dei colori, vivono in simbiosi con l'animale. Per favorire la presenza delle Zooxantelle il mantello si estroflette al di fuori delle valve e possiede particolari organi a forma di lente al fine di concentrare meglio la luce solare. Infatti durante il giorno la conchiglia è aperta e la tridacna vive nell'acqua poco profonda per far penetrare più luce. Di queste alghe, moltissime sono trasportate nella zona viscerale e assimilate. Tramite il sifone la tridacna gigante filtra l'acqua nutrendosi così di plancton.
La Tridacna produce perle opache, irregolari e grossolane che non sono adatte a collane. Le loro dimensioni possono raggiungere circa 25 cm di lunghezza e circa 7 kg di peso.

### Riproduzione
Le tridacne giganti nascono maschi, all'età di 8 anni diventano ermafrodite e poi femmine. Questo animale produce fino a 500 milioni di uova a riproduzione che si schiudono entro 24-48 ore. Le larve vivono nel plancton per 1 settimana.

## Distribuzione e habitat
L'habitat di questo mollusco è limitato all'Oceano Pacifico occidentale, nelle aree della Malesia, dell'Indonesia e dell'Australia (Grande barriera corallina), distribuzione indopacifica secondo Samuel Pickworth Woodward. Vive nelle scogliere fino a 15 m di profondità.
Le tridacne crescono più rapidamente grazie all'inquinamento antropico (vedi studio)

## Riferimenti nella cultura di massa
Nella mitologia marina, la Tridacna era ritenuta capace di catturare gli uomini trattenendoli per una gamba con l'obiettivo di affogarli.